# عين الكسفة
عين الكسفة هي أحد أبرز المواقع السياحية الموجودة في ولاية الرستاق بسلطنة عمان. يرجع تاريخ عين الكسفة إلى فترة موغلة في القدم، تعرضت لمحاولة طمر من قبل الوالي العباسي محمد بن نور أيام الدولة العباسية، والذي عرف بمحاولته تدمير الينابيع المائية والأفلاج في عمان. ولذلك عرف فيما بعد عند العمانيين باسم محمد بن بور، حيث أمر بإلقاء الصوف والشوك فيها ثم طمرها بالتراب ولكن بعد فترة انبثقت العين من جانب آخر وهو المكان المشاهد حالياً ويقع المكان القديم بجانب العين الحالية.
وعين الكسفة عبارة عن عيون مياه طبيعية تصل درجة حرارتها إلى 45 درجة مئوية ثابتة، تخرج منها المياه الساخنة في عدة جداول لسقاية البساتين، وتشتهر مياه عين الكسفة بكونها علاجاً طبيعياً لأمراض الروماتيزم نظراً لطبيعتها الكبريتية وكذلك علاجاً للأمراض الجلدية، وتقع على مسافة كيلومتر من وسط الولاية.
العلاج بمياه العين.
عبارة عن مياه تصل درجة حرارتها 45 درجة مئوية وهي ثابتة سواء في فصل الصيف أو الشتاء ولقد حاول البعض ردم هذه العين إلا أنها انفجرت من جانب أخر نتيجة الضغط الذي لحقها وهي الآن تحت إشراف واهتمام الحكومة الرشيدة وبرغم من عذوبة مياهها إلا انه توجد بها مادة كبريتية بنسبة لا تؤثر علي الصحة وبالتالي هي علاج لبعض أمراض المفاصل وآلام الظهر والزكام.ولقد اهتمت الجهات المعنية بهذه العين وجعلتها مزاراً سياحياً فقد أنشئت بجوار العين حمامات للاستحمام عدد 13 حماماً للرجال ومسجد وحوالي أكثر من 10 حمامات ومسجد للنساء يبعد بمسافة لا بأس بها عن حمامات الرجال.
طريقة العلاج بمياه العين:
علي الفرد ان ينزل في الماء بشكل تدريجي وبكامل جسمه حتي يتأقلم الجسم مع حرارة الماء ويمكث في الماء فترة من 5 إلي 9 دقائق كمرحلة أولي وحتي يتلاءم الجسم مع حرارة الماء عندها يشعر المريض بان نسبة الكبريت يكون له تأثير في أماكن الألم ويشعر بارتياح مواظبا علي عملية تلقي العلاج بشكل مستمر على الأقل 3 مرات في اليوم ويفضل قبل صلاة الفجر وقبل النوم وعند خروجه من ماء عين الكسفة يشعر بالبرودة بعد خروجه من الماء برغم حرارة المياه.
وما يميز عين الكسفة عن بقية العيون في السلطنة بوجود نسبة مادة الكبريت ووجود مسابح مخصصة للاستحمام ولا توجد بها ملوثات كما ان نسبة الحرارة أكثر ومستمرة طوال العام وعين الكسفة ينبثق منها فلج (الحمام) الذي يروي مزارع الولاية.

## مقالات متعلقة
- ولاية الرستاق
- محمد بن نور